# Palazzo di Sangro di Casacalenda
Il Palazzo di Sangro di Casacalenda è un palazzo di Napoli situato in piazza San Domenico Maggiore, in pieno centro storico.

## Storia
Commissionato da Marianna di Sangro, duchessa di Casacalenda e di Campolieto (1710-1773), fu costruito su un'antica fabbrica nella seconda metà del XVIII secolo da Mario Gioffredo e sostituito prima della fine dei lavori da Luigi Vanvitelli.
L'iniziale volontà della duchessa era semplicemente quella di ristrutturare la proprietà, senza perdere definitivamente le vecchie caratteristiche architettoniche del palazzo, come lo scalone interno realizzato da Cosimo Fanzago. Il Gioffredo invece apportò forti modifiche all'edificio, demolendo l'opera del Fanzago e riutilizzando i materiali rinvenuti nel sottosuolo durante i lavori; proprio in questa occasione vennero alla luce alcuni frammenti archeologici come le mura greche risalenti al IV secolo a.C. (oggi visibili in parte alle spalle del palazzo).
A seguito di questi ed altri eventi, Marianna di Sangro decise di non retribuire il lavoro svolto fino a quel momento dall'architetto. Così nel 1761, dodici anni dopo la commissione, i lavori si interruppero del tutto avviando tra le parti una controversia per il mancato pagamento della parcella che perdurò fino agli inizi del XIX secolo. I Di Sangro di Casacalenda occuparono il palazzo fino al 1831, quando a loro prese il posto la famiglia dei Del Balzo.
A giocare a sfavore del Gioffredo furono alcune perplessità circa la bontà dell'esecuzione dell'opera sollevate anche dal Vanvitelli il quale riscontrò nell'opera alcuni difetti strutturali che portarono al danneggiamento dell'edificio. Il Vanvitelli iniziò così nel 1766 i suoi lavori di ristrutturazione del palazzo: egli lavorò soprattutto sul cortile, dove costruì un portico con quattro archi a loro volta sorretti da otto colonne in piperno provenienti dalla chiesa di Santa Maria della Rotonda, rinvenuta durante gli scavi e abbattuta nel 1770.

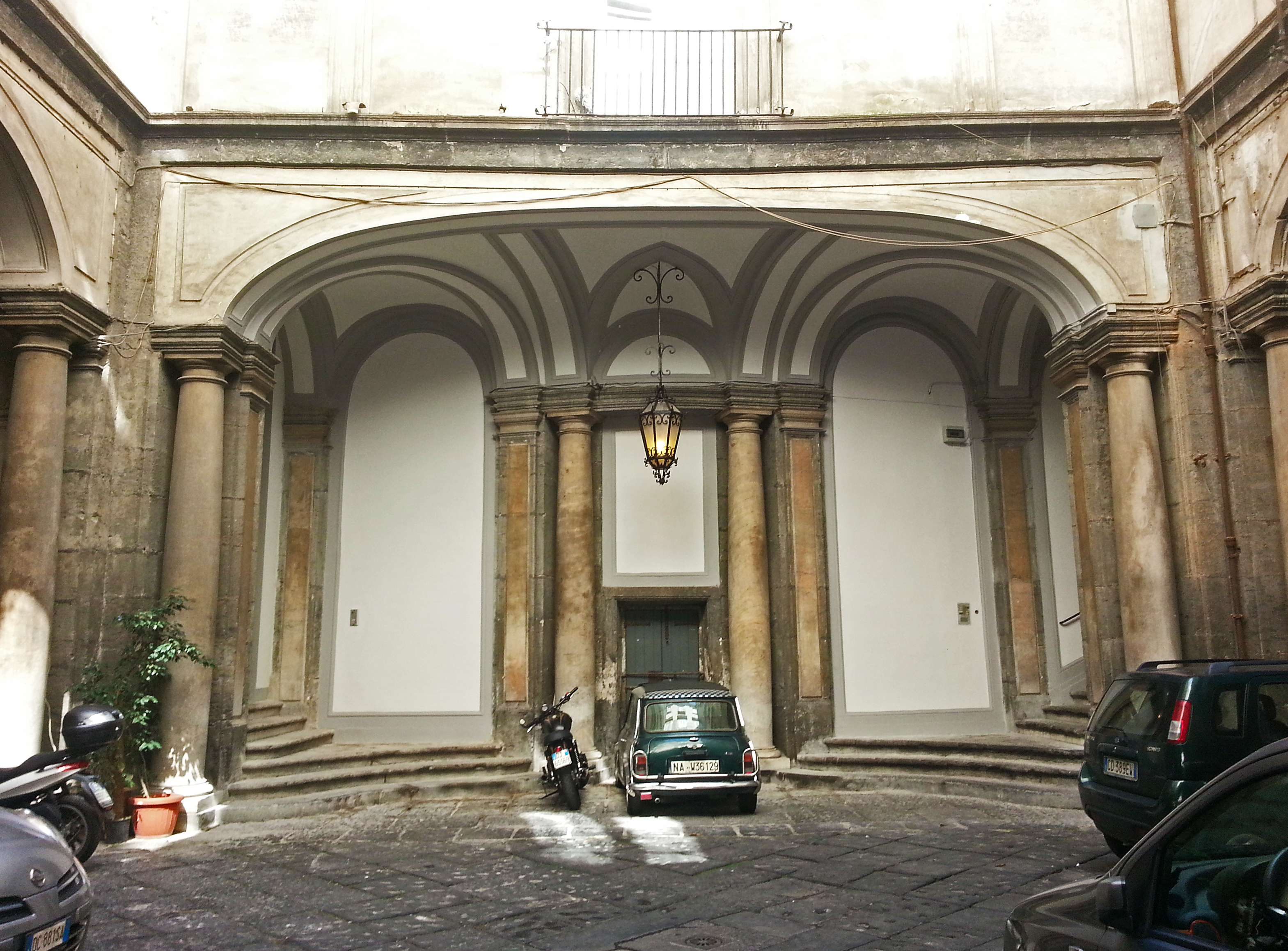
Cortile di Palazzo di Sangro di Casacalenda.

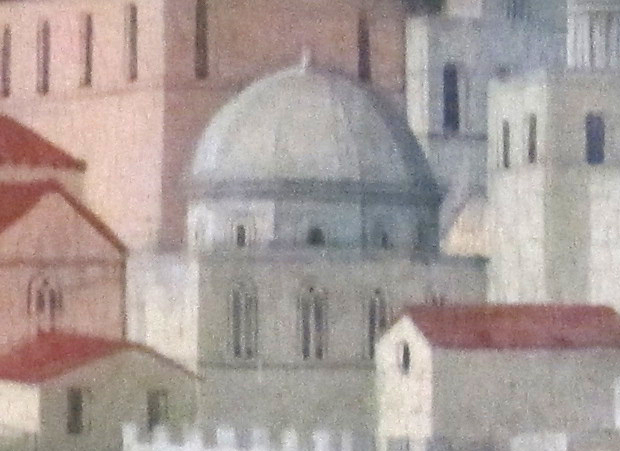
Probabilmente chiesa di Santa Maria della Rotonda sulla Tavola Strozzi.

Nel 1922 l'allargamento di via Mezzocannone impose il taglio di una campata del palazzo. In quell’occasione vennero alla luce numerosi reperti, tra cui i resti della chiesa paleocristiana di Santa Maria della Rotonda, così chiamata per via della sua pianta circolare, e le fondamenta del tempio di Vesta.
Il palazzo è sostanzialmente un'opera di Mario Gioffredo, anche se il Vanvitelli eseguì piccoli ritocchi di finitura, come le balconate e le lesene eseguite nella facciata, che hanno comunque contribuito a determinare l'attuale aspetto finale.

## Descrizione
La facciata del palazzo in ordine dorico è caratterizzata da un basamento in piperno su cui s'innalzano le strutture sovrastanti; i portoni sono affiancati da colonne dello stesso ordine in marmo bianco che sorreggono i balconi del piano nobile.
Le finestre del piano nobile sono caratterizzate da timpani alternati curvi e triangolari, mentre tra il piano e quello superiore vi sono piccole finestre quadrate connesse al secondo livello del palazzo. Il palazzo che in origine vedeva esistere due piani, vede posto sopra il cornicione caratterizzato da mensole a rilievo un terzo livello aggiunto solo successivamente (come spesso è accaduto nei palazzi di Napoli).
Nell'interno dell'edificio si trovano affreschi di Fedele Fischetti dei quali tre raffiguranti il Sogno di Alessandro staccati e portati al museo di Capodimonte a seguito dei lavori di demolizione avvenuti nel 1922.
Nel cortile, articolato da archi sorretti da colonne e pilastri, c'è la maestosa e scenografica scala aperta.

## Curiosità
Tra i locali al piano terra del palazzo ha sede la plurisecolare pasticceria napoletana Scaturchio, produttrice del Ministeriale.